# Aflenz
Aflenz ist ein Marktgemeinde mit 2445 Einwohnern (Stand 1. Jänner 2025) im Bezirk Bruck-Mürzzuschlag in der Steiermark.
Die Gemeinde entstand am 1. Jänner 2015 im Rahmen der Gemeindestrukturreform in der Steiermark aus den mit 31. Dezember 2014 aufgelösten, vordem selbständigen Gemeinden Aflenz Kurort und Aflenz Land neu.

## Geografie
Das größte Gewässer ist der Stübmingbach im Südosten der Gemeinde. Dieser fließt in einer Seehöhe von knapp über 700 Meter. Das bewohnte Gebiet liegt auf einer hügeligen Hochfläche nördlich davon zwischen 700 und 800 Meter. Weiter nach Norden steigt das Land größtenteils bewaldet zur Hochschwabgruppe an. Die höchsten Erhebungen der Gemeinde sind Mitteralmkogel (1881 m), Hofertalturm (1883 m) und Kampl (1990 m), alle drei sind Teil der Mitteralm.
Die Gemeinde hat eine Fläche von 55,11 Quadratkilometer. Davon sind 15 Prozent landwirtschaftliche Nutzfläche, 67 Prozent Wald und 5 Prozent Almen.

### Gemeindegliederung
Das Gemeindegebiet umfasst folgende sechs Ortschaften bzw. gleichnamigen Katastralgemeinden (in Klammern Einwohnerzahl Stand 1. Jänner 2025, Fläche 31. Dezember 2023):
- Aflenz Kurort (1076 Ew., 1.611,74 ha)
- Döllach (96 Ew., 387,51 ha)
- Dörflach (181 Ew., 1.707,77 ha)
- Graßnitz (440 Ew.) KG Grassnitz (896,4 ha)
- Jauring (501 Ew., 778,03 ha)
- Tutschach (151 Ew., 129,85 ha)

### Nachbargemeinden
|       |                                             |        |
| Thörl | Kompassrose, die auf Nachbargemeinden zeigt | Turnau |
|       |                                             |        |

Aflenz wird von seinen beiden Nachbargemeinden vollständig umschlossen.

### Klima
|                        | Jan  | Feb  | Mär  | Apr  | Mai  | Jun  | Jul  | Aug  | Sep  | Okt  | Nov  | Dez  |   |      |
| Mittl. Temperatur (°C) | −3,2 | −1,7 | 1,9  | 6,1  | 11,3 | 14,4 | 16,3 | 15,7 | 11,8 | 7,3  | 1,7  | −2,5 | ⌀ | 6,6  |
| Mittl. Tagesmax. (°C)  | 1,0  | 3,6  | 7,5  | 12,3 | 17,6 | 20,5 | 22,7 | 22,2 | 17,9 | 13,0 | 5,9  | 1,0  | ⌀ | 12,1 |
| Mittl. Tagesmin. (°C)  | −6,3 | −5,2 | −1,9 | 1,7  | 6,5  | 9,6  | 11,4 | 11,2 | 7,9  | 3,9  | −1,0 | −5,0 | ⌀ | 2,8  |
|                        |      |      |      |      |      |      |      |      |      |      |      |      |   |      |
| Niederschlag (mm)      | 51   | 43   | 63   | 50   | 87   | 112  | 125  | 119  | 90   | 65   | 60   | 51   | Σ | 916  |
|                        |      |      |      |      |      |      |      |      |      |      |      |      |   |      |
| Luftfeuchtigkeit (%)   | 72,8 | 61,3 | 56,7 | 52,2 | 54,1 | 55,2 | 54,2 | 55,3 | 57,9 | 62,9 | 72,9 | 78,2 | ⌀ | 61,2 |

| −6,3 |

| −5,2 |

| −1,9 |

| 1,7 |

| 6,5 |

| 9,6 |

| 11,4 |

| 11,2 |

| 7,9 |

| 3,9 |

| −1,0 |

| −5,0 |

| −6,3 |

| −5,2 |

| −1,9 |

| 1,7 |

| 6,5 |

| 9,6 |

| 11,4 |

| 11,2 |

| 7,9 |

| 3,9 |

| −1,0 |

| −5,0 |

## Geschichte
Das früheste Schriftzeugnis ist von 1025 und lautet „in loco Auelniz“. Der Name geht auf slawisch *Abolъnica (Bach bei Apfelbäumen) zurück.
Im Jahr 1458 wurde Aflenz zum Markt erhoben.

## Kultur und Sehenswürdigkeiten

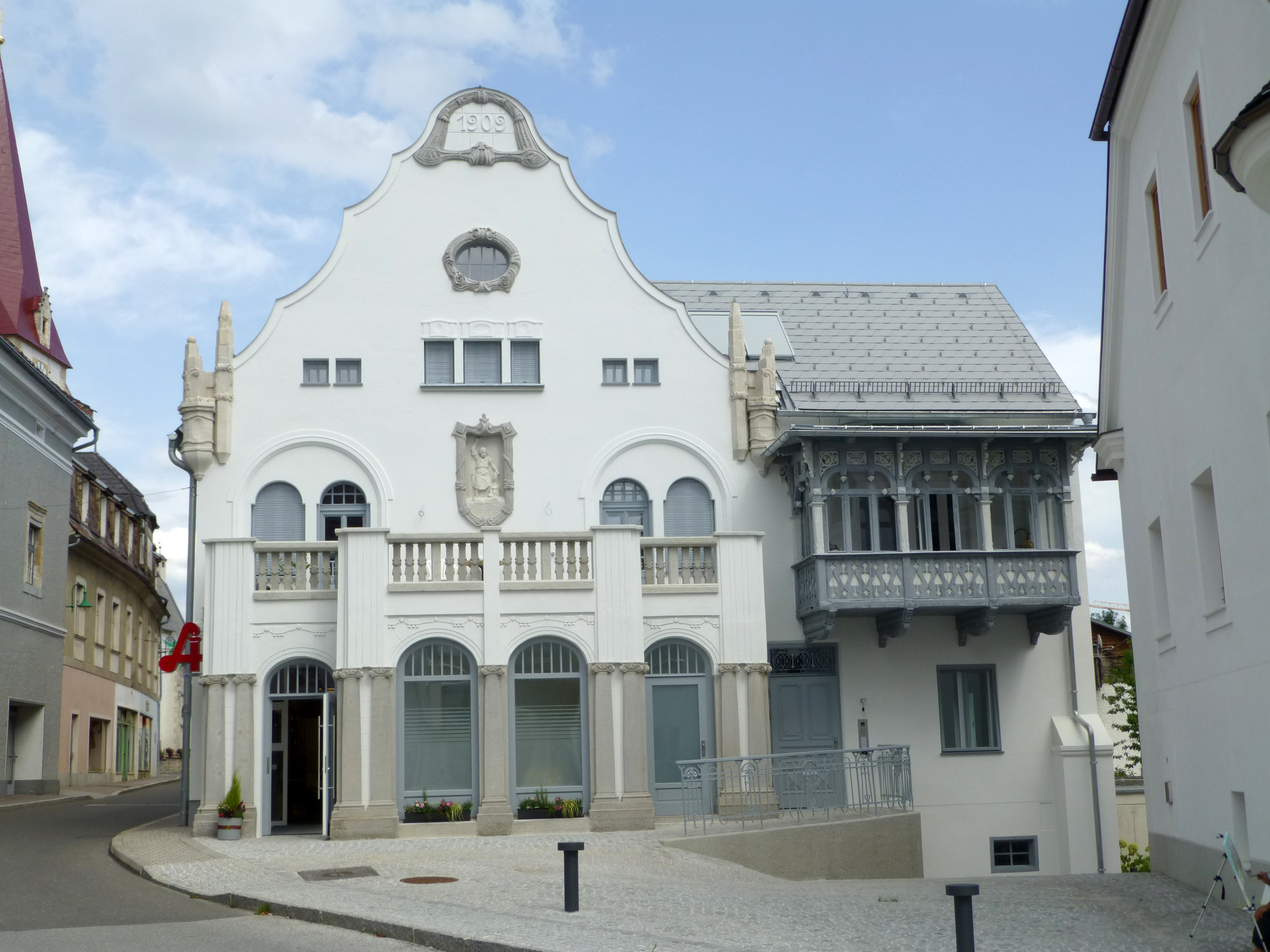
Jugendstilhaus aus 1909

- Pfarrkirche Aflenz

## Wirtschaft und Infrastruktur
Die Gemeinde ist Standort der Erdfunkstelle Aflenz.
Auf der Aflenzer Bürgeralm, einer Almsiedlung nördlich von Aflenz Kurort, bestehen mehrere Gastronomiebetriebe sowie Unterkünfte. Die Bürgeralm wird durch eine Zufahrtsstraße und einen Sessellift erschlossen.

### Wirtschaftssektoren
Die folgende Tabelle zeigt die Entwicklung der Anzahl der Betriebe und der Beschäftigten in den Wirtschaftssektoren:
| Wirtschaftssektor            | Anzahl Betriebe | Anzahl Betriebe | Anzahl Betriebe | Erwerbstätige | Erwerbstätige | Erwerbstätige |
| Wirtschaftssektor            | 2021            | 2011            | 2001            | 2021          | 2011          | 2001          |
| ---------------------------- | --------------- | --------------- | --------------- | ------------- | ------------- | ------------- |
| Land- und Forstwirtschaft 1) | 54              | -               | -               | 83            | 61            | 82            |
| Produktion                   | 23              | 22              | 21              | 214           | 205           | 191           |
| Dienstleistung               | 162             | 158             | 103             | 551           | 489           | 475           |

1) Betriebe mit Fläche in den Jahren 2010 und 1999, Arbeitsstätten im Jahr 2021

### Tourismus
Gemeinsam mit Thörl bildet Aflenz den Tourismusverband „Hochschwab“. Dessen Sitz ist die Gemeinde Aflenz.

## Politik

### Gemeinderat

#### Sitzverteilung im Gemeinderat nach den Wahlen
- Gemeinderatswahlen in der Steiermark 2015: ÖVP 10, SPÖ 3, FPÖ 2.[13]
- Gemeinderatswahlen in der Steiermark 2020: ÖVP 11, SPÖ 3, FPÖ 1.[14]
- Gemeinderatswahlen in der Steiermark 2025: ÖVP 11, SPÖ 2, FPÖ 2.[15]

### Bürgermeister
- seit 2015 Hubert Lenger (ÖVP)[16][17]

### Wappen

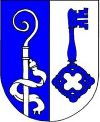
Aflenz Kurort

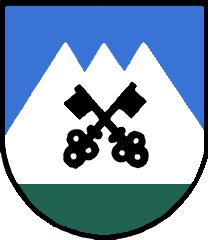
Aflenz Land

Wegen der Gemeindezusammenlegung verloren die Wappen von Aflenz Kurort und Aflenz Land mit 1. Jänner 2015 ihre offizielle Gültigkeit.
Die Neuverleihung an die Gemeinde Aflenz erfolgte mit Wirkung vom 15. Juni 2016.

Die geänderte Blasonierung lautet:
„Zwischen grünen Schildflanken, die vordere mit einem silbernen Bischofsstab samt abfliegendem Velum, die hintere mit einem silbernen Schlüssel mit nach oben gerichtetem Bart belegt, ein blauer, silbern bordierter Pfahl, bis in dessen oberes Viertel ein silberner dreispitziger Berg mit erhöhter Mittelspitze ragt, dieser belegt mit einem grünen, bewurzelten und beblätterten Apfelbaum.“

## Persönlichkeiten

### Söhne und Töchter der Gemeinde
- Büchsenmacher Rosl (Rosina Maria Friedrich; 1858–1933), berühmte Grimassenschneiderin
- Thomas Tatzl (* 1980), österreichischer Opernsänger (Bariton)[19]

### Mit Aflenz verbundene Persönlichkeiten
- Paul Kassecker (1903–1992), Bildhauer und Maler
- Stefan Pierer (* 1956), Unternehmer[20]
- Peter Pögl († 1486), Hammerherr und Waffenfabrikant
- Thomas Trummer (* 1978), Lichtdesigner
- Kurt Vorhofer (1929–1995), Journalist